# Lucilina polyomma
Lucilina polyomma is een keverslakkensoort uit de familie van de Chitonidae. De wetenschappelijke naam van de soort is voor het eerst geldig gepubliceerd in 1932 door Bergenhayn.